# 黎民表 (嘉靖舉人)
黎民表（1515年—1581年），字惟敬，號瑤石山人，廣東廣州府從化縣人，明朝政治人物、詩人。

## 生平
嘉靖十三年（1534年）甲午科廣東鄉試舉人，屢上春官不第，授翰林院孔目，歷南京兵部員外郎、北京戶部員外郎，官至河南布政使司參議。萬曆七年（1579年）辭官歸里。好讀書，師從黃佐，詩文皆自成一家。曾纂修广东、从化、罗浮诸志。与歐大任、梁有譽、吳旦、李時行在广州南园創立诗社，史称“南园后五子”。嘗從文徵明學書法，文徵明稱他：“隸書嗣吾後者惟敬也”。

## 著作
有 《瑤石山人詩稿》

## 家族
父黎貫、弟黎民衷、子黎邦琰，皆進士。